# Уравнение на Шрьодингер
Уравнението на Шрьодингер е постулат в квантовата механика. То е частно диференциално уравнение от втори ред за еволюцията на вълновата функция:
{\displaystyle i\hbar {\frac {\partial }{\partial t}}\psi ({\vec {r}},t)\;=\;-{\frac {\hbar ^{2}}{2m}}\nabla ^{2}\psi ({\vec {r}},t)+V({\vec {r}},t)\psi ({\vec {r}},t)}
или съкратено:
{\displaystyle i\hbar {\frac {\partial \psi }{\partial t}}={\widehat {H}}(t)\psi \,,}
където {\displaystyle {\widehat {H}}(t)} е (евентуално) зависещия от времето {\displaystyle t} оператор на Хамилтон за дадената система. В случаите, когато потенциалът {\displaystyle V} не зависи явно от времето, енергията на системата е интеграл на движението и вълновата функция може да се представи като произведение на осцилиращ член {\displaystyle \exp(-i{\frac {E}{\hbar }}t)} (където {\displaystyle E} е енергията на системата), който не зависи от координатите и временезависима координатна част {\displaystyle \psi ({\vec {r}})}, която се намира като решение на т.нар. стационарно уравнение на Шрьодингер:
{\displaystyle {\widehat {H}}\psi =E\psi }
или
{\displaystyle -{\frac {\hbar ^{2}}{2m}}\nabla ^{2}\psi ({\vec {r}})+(E-V({\vec {r}}))\psi ({\vec {r}})=0}
Уравнението на Шрьодингер представлява еволюцията на вълновата функция в представяне на Шрьодингер.

## Извод

### Кратък евристичен извод
Следващият евристичен подход, макар и различен от този, който следва Шрьодингер, много добре илюстрира логиката и физическите съображения при извода.

#### Допускания
1. Пълната енергия E на една частица е
{\displaystyle E=T+V={\frac {p^{2}}{2m}}+V.}
Това е класически израз за частица с маса m, където пълната енергия E е сума от кинетичната енергия {\displaystyle T={\frac {p^{2}}{2m}}} и потенциалната енергия V (която може да се променя с местоположението и времето). p и m са съответно импулса и масата на частицата.
2. Хипотезата на Планк за квантите на светлината от 1905 г., съгласно която енергията E на фотона е пропорционална на честотата ν (или ъгловата честота, ω = 2πν) на съответстващата електромагнитна вълна:
{\displaystyle E=h\nu ={h \over 2\pi }(2\pi \nu )=\hbar \omega \;,}
където честотата {\displaystyle \nu } на фотона е свързана с константата на Планк h,
и {\displaystyle \omega =2\pi \nu ;} е ъгловата честота на вълната.
3. Хипотезата на дьо Бройл от 1924 г., съгласно която всяка частица може да бъде асоциирана с вълна, а също и че импулсът на частицата p е свързан с дължината на вълната λ (или вълновото число k) по следния начин:
{\displaystyle p={h \over \lambda }={h \over 2\pi }{2\pi  \over \lambda }=\hbar k\;}
където {\displaystyle \lambda \,} е дължината на вълната, а {\displaystyle k=2\pi /\lambda \;} – нейното вълново число.
Изразявайки p и k като вектори, имаме
{\displaystyle \mathbf {p} =\hbar \mathbf {k} \;.}

Тези три допускания позволяват да изведем уравнението само за плоска вълна. За да е валидно в общия случай е необходимо да включим в допущанията и принципа за суперпозицията, като по този начин постулираме, че уравнението на Шрьодингер е линейно.

#### Изразяване на вълновата функция като комплексна плоска вълна
Голямото прозрение на Шрьодингер през 1925 г. е да изрази фазата на плоската вълна като комплексен фазов фактор
{\displaystyle \Psi (\mathbf {x} ,t)=Ae^{i(\mathbf {k} \cdot \mathbf {x} -\omega t)}}
и да си да даде сметка, че доколкото
{\displaystyle {\frac {\partial }{\partial t}}\Psi =-i\omega \Psi },
то
{\displaystyle E\Psi =\hbar \omega \Psi =i\hbar {\frac {\partial }{\partial t}}\Psi }
По подобен начин от
{\displaystyle {\frac {\partial }{\partial x}}\Psi =ik_{x}\Psi }
и
{\displaystyle {\frac {\partial ^{2}}{\partial x^{2}}}\Psi =-k_{x}^{2}\Psi }
се стига до
{\displaystyle p_{x}^{2}\Psi =(\hbar k_{x})^{2}\Psi =-\hbar ^{2}{\frac {\partial ^{2}}{\partial x^{2}}}\Psi }
така че, отново за плоска вълна, той получава:
{\displaystyle p^{2}\Psi =(p_{x}^{2}+p_{y}^{2}+p_{z}^{2})\Psi =-\hbar ^{2}\left({\frac {\partial ^{2}}{\partial x^{2}}}+{\frac {\partial ^{2}}{\partial y^{2}}}+{\frac {\partial ^{2}}{\partial z^{2}}}\right)\Psi =-\hbar ^{2}\nabla ^{2}\Psi }
След като заместим тези изрази за енергията и импулса в класическата формула, с която започнахме, получаваме прочутото уравнение на Шрьодингер за единична частица в три измерения при наличие на потенциал V:
{\displaystyle i\hbar {\frac {\partial }{\partial t}}\Psi =-{\frac {\hbar ^{2}}{2m}}\nabla ^{2}\Psi +V\Psi }